# Grande Pierre levée
Pour les articles homonymes, voir Grande Pierre.
La Grande Pierre Levée (de la Bretellière) est un menhir situé à Saint-Macaire-en-Mauges, dans le département français de Maine-et-Loire

## Protection
L'édifice est classé au titre des monuments historiques en 1941.

## Description
Avec ses 6,20 m hors du sol, c'est le plus haut menhir du département de Maine-et-Loire. Son poids est estimé à 60 t. Fusiforme, son périmètre à la base mesure 7,70 m. Il est en granit dit «des Aubiers» dont un gisement existe à 600 m au nord.
Le menhir comporte, en partie basse, sur les faces est, nord et ouest, des gravures représentant des croix et blasons, «liées à une christianisation du monument», visibles uniquement en éclairage rasant. En janvier 2000, Paul Raux découvre, sur toute la hauteur de la face nord, «un grand zig-zag vertical gravé dans la partie haute de la moitié droite de cette face, sur une longueur de 3,65 m», atteignant une longueur développée de 5,50 m, interprété comme un signe serpentiforme. Le signe est actuellement visible à 150 m de distance mais lorsque le relief était moins érodé, il devait être visible de beaucoup plus loin. Selon Paul Raux, en lumière rasante, la gravure est éclairée, au lever du jour entre mi-avril et mi-août, et le soir entre mi-février et mi-octobre. L'extrémité supérieure s'achève par un motif de crosse enroulée.

## Folklore
Selon la légende locale, « une fée ayant demandé un jeune homme en mariage reçut comme condition de porter cette pierre avant minuit de l'autre côté de la vallée ; elle échoua et la pierre resta plantée là où elle l'abandonna ».